# 1856 en Belgique
Chronologie de la Belgique
- 1852
- 1853
- 1854
- 1855
- 1856
- 1857
- 1858
- 1859
- 1860

Cette page recense des événements qui se sont produits durant l'année 1856 en Belgique.

## Chronologie
- 27 juin : constitution d'une « Commission chargée d'examiner les dispositions à prendre dans l'intérêt de la langue et de la littérature flamande », appelée également « Commission des griefs flamands » (Vlaemsche Grievencommissie)[1].
- 1er mai : la Société anonyme du Chemin de Fer de Dendre et Waes et de Bruxelles vers Gand inaugure l'intégralité de la ligne de chemin de fer Bruxelles-Gand via Alost.
- 3 septembre : fondation du monastère d'Alost par des moniales Colettines[2].

## Culture

### Littérature
- Première parution d'Uylenspiegel, Journal des ébats artistiques et littéraires.

### Arts
- Le sculpteur Gérard Van der Linden remporte le premier prix de Rome belge[3].

## Naissances
- 15 janvier : Paul de Favereau, homme politique († 26 septembre 1922).
- 17 février : J.-H. Rosny aîné, écrivain d'origine  belge († 11 février 1940).
- 26 juillet : Édouard Anseele : homme politique († 18 février 1938).
- 1er août : Frans Hens, peintre († 11 mai 1928).
- 26 août : Léon Frédéric, peintre († 25 janvier 1940).
- 16 octobre : William Jelley, peintre, sculpteur, poète et architecte († 5 octobre 1932).
- 28 décembre : Henri de Mérode-Westerloo, homme politique († 13 juillet 1908).

## Décès
- 7 mars : Alphonse de Woelmont, homme politique (° 20 janvier 1799).
- 22 novembre : Albert Prisse, militaire, ingénieur, diplomate et homme d’État (° 24 juin 1788).

## Statistiques
- Population totale au 31 décembre 1856 : 4 529 460 habitants[4].